# Werner Stahl
Werner Stahl (* 1. Dezember 1922; † 22. Mai 2003) war ein  deutscher Fußballspieler und -trainer. Der aus der eigenen Jugendabteilung gekommene und zumeist als rechter Flügelspieler eingesetzte Offensivspieler, war jahrelang ein unverzichtbarer Leistungsträger von Rot-Weiß Oberhausen. Nach Ende des Zweiten Weltkriegs wurde er mit der Elf vom Stadion Niederrhein in den Jahren 1946 und 1947 Niederrheinmeister und er hat von 1947 bis 1952 in der damals erstklassigen Fußball-Oberliga West 117 Ligaspiele absolviert und 27 Tore erzielt; darunter von 1950 bis 1952 bei Hamborn 07 in zwei Runden 46 Oberligaspiele mit zehn Treffern. Nach seiner Rückkehr nach Oberhausen hat Stahl in der 2. Liga West von 1952 bis 1957 noch 96 Ligaeinsätze mit sechs Toren für die „Kleeblattelf“ hinzugefügt und als Spielertrainer 1957 mit der Vizemeisterschaft die Rückkehr in die Oberliga West erreicht.

## Karriere

### Spieler
Bereits in der Jugend zeichnete sich das überdurchschnittliche Offensiv-Talent des jungen Werner Stahl bei Rot-Weiß Oberhausen aus. Mit der Gebietsmannschaft von Ruhr-Niederrhein (Oberhausen) gewann der pfeilschnelle Flügelstürmer 1940 in Breslau mit seinem Vereinskollegen Hans Ostrycharczyk mit einem 3:0 gegen Mittel-Elbe (Magdeburg) die deutschen Jugendmeisterschaft. Unter RWO-Trainer Theodor Lohrmann wurde die Nachwuchshoffnung bereits in der Saison 1939/40 in die 1. Mannschaft eingebaut. Am 15. Oktober 1939, bei einem 3:0-Auswärtserfolg gegen Essen-West 81, machte er sein erstes Spiel in der 1. Mannschaft.  In der Bereichsklasse Niederrhein belegte Oberhausen nach 18 Spielen mit 20:16 Punkten den 5. Rang.
Die „Kleeblattelf“ belegte in den folgenden Kriegsrunden In der Gauliga Niederrhein  die Plätze sechs, fünf und sechs. Am Saisonende 1943/44 rangierte die KSG Rot-Weiß/Alstaden Oberhausen auf dem vierten Rang. Der spätere Nationalverteidiger Erich Juskowiak hatte in dieser Runde bei RWO in der Gauliga debütiert. Wesentliche Spieler an der Seite von Werner Stahl in dieser Phase waren Torhüter Willy Jürissen, Willi Ickeltrath, Franz Pyta, Robert Schröder, Paul Scholz, August Groß, Willi Overkamp, Karl Bäcker, Hermann Bäcker, Peter Maaßen und Heinz Otten.
Nach dem Ende des Zweiten Weltkrieges gewann Oberhausen zuerst im Bezirk Rechter Niederrhein die Stadtmeisterschaft von Oberhausen in der Gr. 2, danach am 12. Mai 1946 mit einem 2:0 gegen Sterkrade 06/07 mit Rechtsaußen Stahl die Stadtmeisterschaft Oberhausen. In der Bezirksmeisterschaft setzte sich Rot-Weiß mit 8:0 Punkten vor dem Meidericher SV, VfB Speldorf, VfB Lohberg und VfB Rheingold Emmerich durch. Beim letzten Gruppenspiel gegen den VfB Lohberg erzielte Stahl beim 8:0-Erfolg drei Tore, die weiteren fünf gingen auf das Konto von Werner Günther. Stahl gewann mit RWO dann auch noch am 1. September 1946 mit 2:0 gegen den VfL Benrath – mit deren Assen Karl Hohmann, Josef Rasselnberg, Paul Mebus – das Finale um die Niederrheinmeisterschaft. Trainer Karl Winkler hatte vor 30.000 Zuschauern den Gastgeber im Niederrheinstadion mit Torhüter Willy Jürissen, dem Verteidigerpaar Franz Pyta, Willi Ickelrath, der Läuferreihe Hermann Rütter, Robert Schröder, Bruno Jezewski und dem Angriff mit Werner Stahl, Werner Günther, Willi Rahmann, August „Gustl“ Groß und Heinz Otten auf den Rasen geschickt. In der Endrunde um die Niederrhein-Meisterschaft 1947 trafen Fortuna Düsseldorf, Rheydter Spielverein, Sportfreunde Katernberg und SC Rot-Weiß Oberhausen im Mai aufeinander. Die Gruppenspiele beendeten Düsseldorf und Oberhausen mit jeweils 5:1 Punkten und trugen deshalb am 7. Juni 1947 in Hamborn ein Entscheidungsspiel um die Meisterschaft aus. Vor 38.000 Zuschauern glückte mit einem 3:1 die Titelverteidigung und damit die Aufnahme in die neue Oberliga West ab der Saison 1947/48 und der Einzug in die Zonenmeisterschaft. Dort gelang in der ersten Runde (22. Juni in Hamburg) ein 3:2 nach Verlängerung gegen Eintracht Braunschweig. Im Halbfinale scheiterte Stahl mit RWO am 6. Juli vor 35.000 Zuschauern in Duisburg nach einer 1:3-Niederlage am Hamburger SV, welcher auch die Meisterschaft mit einem 1:0 gegen Borussia Dortmund gewann.
Von 1947 bis 1950 bestritt er in der 1947 gegründeten Oberliga West, insgesamt 71 Oberligaspiele, in denen er 17 Tore für seinen Heimatverein RW Oberhausen erzielte. Er debütierte am 14. September 1947 (1. Spieltag) beim 5:2-Sieg im Auswärtsspiel gegen die STV Horst-Emscher in der Oberliga West. Im Angriff war RWO mit Stahl, Günther, Groß, Werner Cornelissen und Otten im Fürstenbergstadion angetreten. In der 13er-Staffel belegte Oberhausen den 5. Rang und der Flügelstürmer hatte in 22 Ligaeinsätzen sieben Tore erzielt. Im zweiten Jahr konnten Stahl und Kollegen den 5. Tabellenrang wiederholen, stürzten aber im dritten Oberligajahr, jetzt in einer 16er-Staffel, auf den 11. Rang zurück. Erst am letzten Rundenspieltag, den 7. Mai 1950, konnte mit einem 5:3-Heimerfolg gegen den Meister Borussia Dortmund der endgültige Klassenerhalt gesichert werden. Stahl hatte in 29 Ligaeinsätzen sieben Tore erzielt.
Der ehemalige Jugendspieler von RWO schloss sich kurz vor Saisonbeginn 1950/51 und noch mitten in den Spielen um den Westdeutschen Pokal, dem Ligakonkurrenten SV Hamborn 07 an und streifte das Trikot der schwarz-gelben „Löwen“ über. Er war einer der stärksten Oberhausener Spieler und hatte seit 1939 die Position des Rechtsaußen bekleidet und hatte sich zu einem der besten westdeutschen Flügelspieler entwickelt. Zeitgleich verließ auch Erich Juskowiak RWO, er schloss sich dem SSV Wuppertal in der 2. Liga West an. Im ersten Jahr in Hamborn, 1950/51, erlebte Stahl eine zufriedenstellende Runde mit dem Erreichen des 7. Ranges und 27 Ligaeinsätzen mit neun Toren an der Seite von Mitspielern wie Torhüter Werner Kisker, Edmund Czaika, Walter Dongmann, Max Oles, Adolf Schönborn und Franz Trapphoff. Im zweiten Jahr, 1951/52, stieg Stahl mit Hamborn 07 als Tabellenletzter aus der Oberliga in die 2. Liga West ab. Er hatte in dieser Runde in 19 Ligaeinsätzen lediglich einen Treffer für Harmborn erzielt und schloss sich wieder ab Sommer 1952 seinem Heimatverein Rot-Weiß Oberhausen in der 2. Liga West an.
Die erste Zweitligarunde verlief unglücklich; Mitte der Rückrunde zog er sich einen Wadenbeinbruch zu und konnte somit lediglich 18 Ligaspiele mit drei Toren für das Team von Niederrheinstadion bestreiten. Nach drei weiteren Zweitligarunden übernahm der ausgebildete Steuerfachwirt in der Saison 1956/57 bei RWO das Amt des Spielertrainers. Er führte die Mannschaft mit Spielern wie Willi Demski und Karl-Otto Marquardt auf Anhieb mit der Vizemeisterschaft – Stahl war selbst noch in sechs Rundenspielen aufgelaufen – zurück in die Oberliga West.

### Trainer
Drei Runden übte Stahl von 1957 bis 1960 das Traineramt bei RWO in der erstklassigen Oberliga West aus. Nach der Oberligarückkehr erreichte er 1957/58 mit dem 11. Rang und Spielern wie Karl-Heinz Feldkamp, Friedhelm Kobluhn, Fredi Lauten, Siegfried Lüger und Torhüter Ernst Samstag den angestrebten Klassenerhalt. In den nächsten zwei Runden kamen Jürgen Sundermann und Torhüter Helmut Traska neu in den Spielerkader, aber der Weg in das Mittelfeld glückte nicht. Im Sommer 1960 war die erste Trainertätigkeit von Stahl bei seinem Heimatverein beendet. Danach unterstrich er durch den Meisterschaftsgewinn mit dem VfB Bottrop in der 2. Liga West 1962/63 sein Können als Trainer. Im Debütjahr der zweitklassigen Regionalliga West, 1963/64, belegte er mit Bottrop den 17. Rang und der VfB stieg in das Amateurlager ab.
Dann folgte er wieder dem Ruf von RWO und übernahm in den zwei Runden 1966/67 und 1967/68 seinen Heimatverein in der Regionalliga West. Im zweiten Jahr, 1967/68, scheiterte er mit einem Punkt Rückstand hinter Bayer Leverkusen und Rot-Weiss Essen – beide wiesen je 52:16 Punkte auf – mit 51:17 Punkten auf dem 3. Rang am Einzug in die Bundesligaaufstiegsrunde. Er verlegte seine Trainertätigkeit ab 1968/69 in den Amateurbereich zu Westfalia Herne in die Verbandsliga Westfalen. Er übernahm den Regionalligaabsteiger und setzte beim Neuaufbau auf die A-Jugend, welche im Jahr 1968 westdeutscher Vizemeister geworden war. Bereits im zweiten Jahr, 1969/70, glückte der Meisterschaftsgewinn mit einem Punkt Vorsprung gegenüber dem FV Hombruch. Am vorletzten Spieltag, den 10. Mai 1970, gelang vor 12.000 Zuschauern im Stadion am Schloss Strünkede in der 90. Minute durch Fritz Huth der entscheidende 3:2-Erfolg. Nach der Aufstiegsrunde stieg er gemeinsam mit Eintracht Gelsenkirchen mit Herne in die Regionalliga West auf. In der Regionalligasaison 1970/71 belegte er mit dem Aufsteiger den 12. Rang, unterschrieb aber zur Saison 1971/72 einen neuen Vertrag bei der SG Wattenscheid 09. Nach einer weiteren Runde war für Stahl das Kapitel Regionalliga West beendet und er war in Zukunft nur noch im westfälischen Amateurfußball tätig.

## Erfolge
- Niederrheinmeister 1946, 1947
- Westdeutscher Pokalsieger 1950